# エコロジー民主党
エコロジー民主党（エコロジーみんしゅとう、ドイツ語:Ökologisch-Demokratische Partei）は、ドイツの環境政党（ミニ政党）。

## 歴史
1982年、緑の党への新左翼勢力の大量加入に危機感をおぼえた党内右派で元ドイツキリスト教民主同盟のヘルベルト・グルール元連邦議会議員らが離党し、結成した。草創期の緑の党を反映して、環境保護・環境運動に配慮する穏健保守の色彩が強く、戦前からのワンダーフォーゲル運動の系譜を濃厚に有していた。政策的には環境保護のほか、生命尊重の立場から死刑・安楽死・中絶反対（プロライフ）などを掲げてきた。
長らく連邦議会にも州議会にも5%阻止条項にはばまれて進出できず、地盤のバイエルン州、バーデン・ヴュルテンベルク州で2％程度を獲得できるだけの南ドイツのミニ政党だったが、自治体議会にはいくらか進出していた。そして2014年、欧州議会選挙で連邦憲法裁判所の判決で阻止条項が廃止されたことに伴い1議席を得、念願の国政レベルでの初議席獲得となった。グローバルグリーンズには加盟していないが、欧州議会の政治会派としては欧州緑グループ・欧州自由連盟に属している。